# Władysław Bońkowski
Władysław Bońkowski ps. "Szopa" (zm. 1965) – polski „Sprawiedliwy wśród Narodów Świata”.

## Życiorys
Władysław Bońkowski był kierownikiem restauracji kolejowej na dworcu w Samborze (wówczas dystrykt Galicja). W trakcie II wojny światowej, jako aktywny działacz polskiego podziemia, zaangażował się w pomoc Żydom. Bońkowski przechowywał grupę uciekinierów z getta w Samborze, która liczyła 16 Żydów. Byli wśród nich: Machle Zelinger, Yafa Engelrad, Emmanuel Langer, Aliza Wolf. Od czerwca 1943 r. aż do sierpnia 1944 r. ukrywał ich na strychu restauracji na stacji kolejowej w Samborze. Pomagało mu w tym trzech pracowników tegoż przedsiębiorstwa. Jak wspominali uratowani po latach, wiązało się to z ogromnym zagrożeniem ze strony Niemców i donosicieli: "Przez ten okres, Bońkowski był ciągle narażony na atak donosicieli i szantażystów, którzy zagrażali jego życiu i naszemu […]".
25 lutego 1967 r. Instytut Jad Waszem uhonorował Władysława Bońkowskiego medalem „Sprawiedliwy wśród Narodów Świata”.